# Amanda hadművelet
Az Amanda hadművelet (angolul: Operation Amanda) az Egyesült Nemzetek Védelmi Erői (UNPROFOR) dán békefenntartó csapatainak 1994. október 25-én végrehajtott hadművelete volt, azzal a céllal, hogy visszaszerezze a boszniai szerb erőktől az UNPROFOR Nordbat 2 S01 hívójelű megfigyelőállomását Gradačac közelében, Bosznia-Hercegovinában.

## A hadművelet
Az S01 jelű pontot az UNPROFOR-erők ideiglenes megfigyelőállomásként (OPT) használták, de Nordbat állandó megfigyelőállomássá akarta alakítani. A boszniai szerb erők mesterlövészeinek sorozatos támadásait követően a Nordbat 2 katonái úgy döntöttek, hogy itt az ideje „megmutatni a zászlót”. A svéd 9. gépesített gyalogsági század egy gépesített gyalogos szakaszából és egy dán harckocsi-század harckocsiszakaszából harccsoportot állítottak össze. Az egyik svéd gépesített gyalogsági szakaszt a helyreállítási és mentési műveletek biztosítása érdekében fokozott készültségi státuszba helyezték. Készültségben álltak a jordán hadsereg tüzérségi lokalizációs radarral felszerelt egységei és a páncélozott mentőautók orvosai is.
A pozíció újbóli elfoglalása felé vezető úton a három Leopard 1 harckocsiból álló dán haderő kilőtt egy T–55-ös  boszniai szerb harckocsit. Miután az egyik Leopárd enyhén megsérült, az előrenyomuló dán harckocsik viszonozták a tüzet, és megsemmisítettek egy páncéltörő ágyút, és hatástalanították a T–55 harckocsit. A Leopárdok 105 mm-es ágyúikból összesen huszonegy lövést adtak le. Az UNPROFOR végül visszafoglalta a megfigyelőpontot.

## Fordítás
- Ez a szócikk részben vagy egészben  az   Operation Amanda című angol Wikipédia-szócikk ezen változatának fordításán alapul.  Az eredeti cikk szerkesztőit annak laptörténete sorolja fel. Ez a jelzés csupán a megfogalmazás eredetét és a szerzői jogokat jelzi, nem szolgál a cikkben szereplő információk forrásmegjelöléseként.